# Banjarmasin (Carita)
Banjarmasin is een bestuurslaag in het regentschap Pandeglang van de provincie Banten, Indonesië. Banjarmasin telt 3400 inwoners (volkstelling 2010).